# 逢い言葉
「逢い言葉」（あいことば）はGReeeeNの楽曲。2018年3月9日に発表された曲。

## タイアップ
- docomo うた手紙 テーマソング

## 曲の詳細
1. 逢い言葉 [4:07]
  - 作詞・作曲 : GReeeeN